# Коајол
Коајол (фр. Coyolles) насеље је и општина у североисточној Француској у региону Пикардија, у департману Ен (Пикардија) која припада префектури Соасон.
По подацима из 2011. године у општини је живело 391 становника, а густина насељености је износила 15,93 становника/km². Општина се простире на површини од 24,55 km². Налази се на средњој надморској висини од 109 метара (максималној 170 m, а минималној 72 m).

## Демографија
| 1962. | 1968. | 1975. | 1982. | 1990. | 1999. | 2011. |
| ----- | ----- | ----- | ----- | ----- | ----- | ----- |
| 198   | 212   | 212   | 323   | 370   | 359   | 391   |

График промене броја становника у току последњих година